# 贝特卡沃-阿甘
贝特卡沃-阿甘（法語：Betcave-Aguin，法語發音：[bɛtkav aɡɛ̃]）是法国热尔省的一个市镇，属于欧什区。该市镇于1821年由原市镇贝特卡沃（Betcave）和阿甘（Aguin）合并而成。

## 地理
贝特卡沃-阿甘（43°26'30"N, 0°41'29"E）面积10.19 平方千米，位于法国奧克西塔尼大區热尔省，该省份为法国西南部内陆省份，北起顺时针与洛特-加龙省、塔恩-加龙省、上加龙省、上比利牛斯省、大西洋比利牛斯省和朗德省接壤。
与贝特卡沃-阿甘接壤的市镇（或旧市镇、城区）包括：贝勒加德、梅扬、蒙科尔内伊-格拉藏、锡莫尔、塔舒瓦尔、阿斯塔拉克自由城。

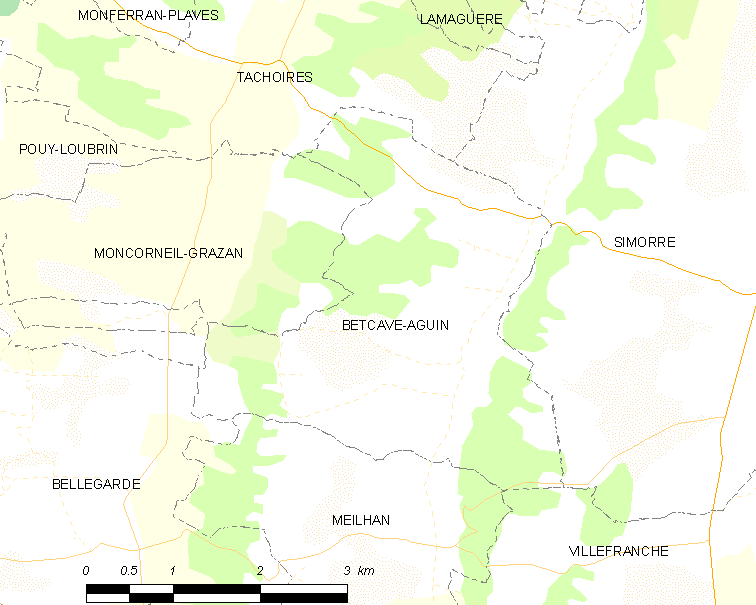
贝特卡沃-阿甘的OSM定位图

贝特卡沃-阿甘的时区为UTC+01:00、UTC+02:00（夏令时）。

## 行政
贝特卡沃-阿甘的邮政编码为32420，INSEE市镇编码为32048。

## 政治
贝特卡沃-阿甘所属的省级选区为萨沃河谷县。

## 人口

1962-2008年间贝特卡沃-阿甘人口变化图示

贝特卡沃-阿甘于2022年1月1日时的人口数量为91人。